# Dave Lands
David "Dave" Lands, né le 4 août 1898 à Newark et mort le 24 mai 1989 à Irvington, est un coureur cycliste sur piste, spécialiste des courses de six jours.

## Biographie
En novembre 1928, Franck Kramer, président de la National Cycling Association, suspend les coureurs "dissidents", 26 Américains, dont Lands et 7 Européens, qui ont pris le départ des Six Jours de Chicago, le 27 octobre, organisé par Willie Spencer. Ils payent une amende et sont requalifiés en 1929. 
En décembre 1934, Dave Lands devait être le partenaire de McNamara pour les Six Jours de New York. McNamara, déclaré malade, ne se présente pas. Lands semble devoir renoncer à ses chances. Mais John Chapman trouve un remplaçant  et Charlie Ritter est mis à contribution, arborant le traditionnel maillot noir de l'équipe McNamara. Ritter abandonne. Land fait alors   équipe avec Adolf Schön,, puis abandonne à son tour. 
En mars 1935, Dave Lands fait de nouveau équipe avec McNamara pour les Six Jours de New York et, en cinq heures, ils comptent onze tours de retard sur l'équipage de tête composé de Franco Giorgetti et Alfred Letourneur. Seize tours plus tard, McNamara-Lands entament une remontée remarquable, jusqu'à rejoindre les leaders et, à un moment, ils sont à égalité en tête. Mais leur ascension du troisième jour s'estompe et ils reculent. Au moment où les sprints de 20 heures commencent le sixième jour, McNamara et Lands ont abandonné. Ils reçoivent une ovation chaleureuse de la part des quinze mille fans.

## Palmarès sur piste
- 1922
  - Six Jours de Chicago avec Willy Coburn

- 1923
  - 2e des Six Jours de New York avec  Sammy Gastman[13]

- 1926
  - Six Jours de Chicago avec Otto Petri[14]
  - 3e des Six Jours de Boston avec Otto Petri

- 1928
  - 3e des Six Jours de Chicago avec Klaas van Nek

- 1929
  - Six Jours de New York avec Willy Grimm
  - 3e des Six Jours de Chicago avec Willy Grimm

- 1932
  - 2e des Six Jours de Minneapolis avec Bobby Thomas
  - 3e des Six Jours de Montréal avec Reginald McNamara

- 1933
  - Six Jours de Boston avec Norman Hill [15],[16]
  - 3e des Six Jours de Cleveland avec Charles Winter[17]
  - 3e des Six Jours de Boston avec Charly Ritter[18]

- 1934
  - 3e des Six Jours de Chicago avec Reginald McNamara

- 1935
  - Six Jours de Buffalo avec Louis Cohen[19]

- 1936
  - 2e des Six Jours de Montréal avec Oscar Juner et  Roy McDonald[20]